# أنخيل زاباتا
أنخيل زاباتا (بالإسبانية: Ángel Zapata)‏ هو لاعب كرة قدم مكسيكي، ولد في 3 فبراير 2001 في سالتيو في المكسيك.